# Henry Whitehead Moss
Henry Whitehead Moss (* 23. Juni 1841 in Lincoln (Lincolnshire); † 14. Januar 1917 in London) war ein englischer Schuldirektor und stand 42 Jahre lang der Shrewsbury School vor.

## Leben
Er war ältester von vier Söhnen des Tuchhändlers Henry Moss und seiner Frau Louisa, geborene Bainbridge. Nach dem Schulbesuch in seiner Heimatstadt wechselte er 1857 auf die traditionsreiche Shrewsbury School über und kam schließlich 1860 an das St John’s College der Universität Cambridge, wo er während seines Studiums verschiedene Preise wie den Porson Prize für Dichtung in altgriechischer Sprache gewann. 1864 wurde er durch seine herausragenden Leistungen Senior Classic und kurz darauf zum Fellow gewählt. Doch bereits 1866 verließ er Cambridge wieder und kehrte an die Shrewsbury School zurück, wo er – kurz vor seinem 25. Geburtstag – als Nachfolger von Benjamin Hall Kennedy zum Schulleiter bestimmt wurde. 1887 heiratete er Mary Beaufort († 1948), die Tochter von William Augustus Beaufort, mit der er zwei Söhne und eine Tochter, die Ägyptologin Rosalind Louisa Beaufort Moss, hatte.
Bereits unter seinen beiden Vorgängern Samuel Butler und Benjamin Hall Kennedy war die Schule, die sich noch um das Jahr 1800 in einem sehr schlechten Zustand befunden hatte, stark gewachsen und hatte Bedeutung besonders auf dem Gebiet der Klassischen Altertumswissenschaften gewonnen. Moss zog aus dieser positiven Entwicklung die nötigen Konsequenzen und sorgte für den Umzug aus der einengenden Innenstadt Shrewsburys auf ein 100 Morgen großes Gelände oberhalb des Severn bei Kingsland, der gegen einigen Widerstand 1875 beschlossen und 1882 durchgeführt wurde. Ebenfalls während seiner Amtszeit erfolgte der Übergang des Lehrbetriebs zu Trimestern. Von 1899 bis 1902 stand Moss der Headmasters’ Conference, einem Gremium der Direktoren bedeutender Schulen in den Territorien des Vereinigten Königreiches, vor.
Unter den Schülern galt er als unnahbar und distanziert, war aber für seinen Fleiß und sein Konversationstalent bekannt. Politisch war er konservativ und imperialistisch eingestellt; so sah er bereits früh einen Krieg mit dem Deutschen Kaiserreich voraus und führte das Kadettenkorps der Shrewsbury School wieder ein. Ebenfalls sehr früh, bereits 1873, befürchtete er, dass die Klassischen Altertumswissenschaften zunehmend in Wettstreit mit anderen Fachgebieten treten und dabei an relativer Bedeutung verlieren würde. Insgesamt entwickelte sich seine Schule in fachlicher und pädagogischer Hinsicht während seiner Amtszeit positiv, dennoch kam es gegen Ende zu einem Rückgang der Schülerzahlen. 1908 trat Henry Whitehead Moss mit 67 Jahren in den Ruhestand und zog nach Highfield Park bei Oxford. 1917 starb er in London nach einem Schlaganfall und wurde in Shrewsbury begraben.
In den Memoiren seiner Frau haben sich ein Sermon und einige lateinische Verse von Moss erhalten.